# سیارک ۱۷۵۰۱
سیارک ۱۷۵۰۱ (به انگلیسی: 17501 Tetsuro، نامگذاری:1992FG) هفده هزار و پانصد و یکمین سیارک کشف شده‌است که در ۲۳ مارس ۱۹۹۲ کشف شد.